# Astragalus macrocladus
Astragalus macrocladus är en ärtväxtart som beskrevs av Aleksandr Andrejevitj Bunge. Astragalus macrocladus ingår i släktet vedlar, och familjen ärtväxter. Inga underarter finns listade i Catalogue of Life.